# Unzuverlässiges Erzählen
Unzuverlässiges Erzählen ist eine spezielle Form des Erzählens, bei dem die Zuverlässigkeit (das heißt zumeist: die Wahrheit oder Angemessenheit) der Erzähleraussagen über die erzählte Welt vom Rezipienten (Leser, Zuhörer, Zuschauer etc.) in Frage gestellt wird.  Vereinfacht ausgedrückt: Es wird zunächst ein Geschehen erzählt, das, wie sich im weiteren Verlauf herausstellt, so nicht stattgefunden hat. Gründe dafür können beispielsweise sein, dass die erzählende Person die Handlung erträumt, im Drogenrausch erlebt oder schlichtweg erfunden hat, etwa um ein Alibi zu erhalten.
Erzählungen, die sich dieses Verfahrens bedienen, bringen oftmals einen homodiegetischen Erzähler (eine Erzählerfigur, die Teil der erzählten Welt ist) zum Einsatz, zuweilen aber auch einen heterodiegetischen Erzähler. In historischer Perspektive gilt unzuverlässiges Erzählen als typisches Stilmerkmal der Romane und Erzählungen der Romantik. In Romanen der Postmoderne taucht es ebenfalls häufiger auf.

## Konzeptualisierungsvorschläge

### Einführende Erläuterungen
Narrativen Konventionen entsprechend genießen Aussagen eines Erzählers Priorität gegenüber den Aussagen einer Figur, sofern sich Figuren- und Erzählerbericht widersprechen. Wenn beispielsweise Don Quijote behauptet, er sehe Riesen, der Erzähler zuvor aber erläutert hat, dass Don Quijote vor Windmühlen steht, glaubt der Leser in der Regel dem Erzähler und nicht der Figur. Hingegen müssen bei einem unzuverlässigen Erzähler dessen Aussagen über die erzählte Welt, zumindest teilweise, als falsch bewertet werden. Der privilegierte Wahrheitsanspruch, über den der Erzähler ›üblicherweise‹ verfügt, muss hier also eingeschränkt werden. Die Unzuverlässigkeit des Erzählers kann zu Beginn der Geschichte offengelegt werden oder sich am Ende durch eine unerwartete Wendung (Twist) herausstellen. Das Kommunikat zwischen Autor und Leser wird hier verdoppelt in eine explizite und eine implizite Botschaft, ähnlich wie bei der Ironie. Der unzuverlässige Erzähler vermittelt also die explizite Botschaft, während der (implizite) Autor am Erzähler vorbei die implizite und eigentlich gemeinte Botschaft vermittelt.
Die Motivationen der Erzählerfigur für das unzuverlässige Erzählen können psychische Störungen, Voreingenommenheit oder Unwissenheit sein, ebenso aber auch der bewusste Versuch, den Leser zu täuschen.

### Die Begriffsprägung durch Wayne C. Booth und nachfolgende Kritik
Obwohl diese Art des Erzählens bereits in der antiken Romanliteratur zu finden ist (Wahre Geschichten, Lukian von Samosata, um 180, oder Metamorphosen, Apuleius, um 170), wurde der Begriff zum ersten Mal 1961 durch den amerikanischen Literaturwissenschaftler Wayne C. Booth in die literaturkritische und erzähltheoretische Diskussion eingeführt:

“I have called a narrator reliable when he speaks for or acts in accordance with the norms of the work (which is to say the implied author’s norms), unreliable when he does not.”

„Ich habe einen Erzähler zuverlässig genannt, wenn er für die Normen des Werks spricht oder ihnen gemäß handelt (sprich die Normen des impliziten Autors), unzuverlässig, wenn nicht.“

Booths Begriffsprägung (englisch unreliable narrator vs. reliable narrator)  kritisieren neuere narratologische Ansätze vor allem wegen ihrer definitorischen Unschärfe und ihrer Bezugnahme auf das ebenfalls umstrittene Konzept des impliziten Autors, der weder mit dem Erzähler noch dem Autor identisch sei, sondern eine Zwischenposition einnehme. Dieser implizite Autor vermittle, so die Vertreter dieser Theorie, das eigentlich Gemeinte am Erzähler vorbei an den (impliziten) Leser, wodurch erst die doppelte Kommunikation entstehe. Bestreitet man dagegen – wie vielfach in der kontemporären narratologischen Forschung – die literaturwissenschaftliche Operationalisierbarkeit der Instanz des implied author, so wird auch Booths Bestimmung des unzuverlässigen Erzählers unbrauchbar.
Lahn und Meister (2016) arbeiten drei fundamentale Formen des „unzuverlässigen Erzählens“ heraus:
- Die „mimetische Unzuverlässigkeit“, die auftritt, wenn Angaben über Handlungsabläufe (das Zusammenwirken der Figuren, Angaben über Ort und Zeit) sowie Angaben über die konkrete Beschaffenheit der „erzählten Welt“ widersprüchlich, dubios oder gar unzutreffend sind.
- Die „theoretische Unzuverlässigkeit“, die vorliegt, wenn Aussagen des Erzählers zu allgemeinen Sachverhalten unangemessen oder unzutreffend sind.
- Die „evaluative Unzuverlässigkeit“, die dann gegeben ist, wenn Einschätzungen und Bewertungen des Erzählers, die sich auf die jeweils entworfene „erzählte Welt“ beziehen (Handlungselemente, Figuren etc.) nicht plausibel zu überzeugen vermögen.

Unter „erzählter Welt“ wird ein anschaulich präsentierter fiktionaler Handlungsraum für Ereignisse und Figuren verstanden.

### Kognitive Theorien
Während die Theorieangebote im Gefolge Booths (Un-)Zuverlässigkeit als manifeste Eigenschaft des narrativen Diskurses oder der Erzählinstanz selbst analysieren, fassen kognitive Ansätze die Zuschreibung von (Un-)Zuverlässigkeit demgegenüber als Rationalisierungsstrategie eines (realen, nicht impliziten) Lesers auf, der Widersprüche, Inkohärenzen oder auch stilistische Auffälligkeiten (beispielsweise eines ausgiebig von Hyperbeln, Interjektionen oder übermäßigen Wahrheitsbeteuerungen Gebrauch machenden Ich-Erzählers) dadurch naturalisiert, das heißt auflöst und verstehbar macht, dass er den Erzähler selbst als unzuverlässig einstuft. Alternativ können Inkonsistenzen mitunter auch durch Verweis auf die Nachlässigkeit des (realen) Autors (prominentes Beispiel: Kleists Die Verlobung in St. Domingo, deren Protagonist zuerst Gustav, später August heißt – was man in der Forschung meistens als bloßen fauxpas des Autors wertete) oder auf generische Besonderheiten erklärt werden. Erst das Zusammenspiel von textuellen Unzuverlässigkeitssignalen und Interpretationsverfahren des Lesers erlaubt es, gemäß kognitivem Ansatz, das Phänomen ›Unzuverlässigkeit‹ angemessen zu begreifen: »Das bedeutet, dass ein Erzähler nicht an sich unglaubwürdig ›ist‹, sondern dass es sich dabei um eine Feststellung des Betrachters handelt, die historisch, kulturell und letztlich sogar individuell stark variieren kann.«

### Pragmatische Theorien
Den Relativismus-Vorwurf, der auf die wissenschaftliche Unbrauchbarkeit einer Analysekategorie abhebt, die gemäß ihrer historisch-kulturellen Variabilität womöglich geradezu willkürlichen Zuschreibungen unterliegt, umgehen – im Gegensatz zu ihren kognitiven Konkurrenten – pragmatische Ansätze, die Unzuverlässigkeit als Verletzung klar benennbarer Maximen rationaler Kommunikation begreifen. Wenn ein Erzähler etwa seine ›Gesprächsbeiträge‹ informativer als nötig macht, unklar oder mehrdeutig spricht oder im jeweiligen Zusammenhang gänzlich Irrelevantes berichtet, und dies zugleich nicht mit der Absicht geschieht, eine Implikatur auszulösen (wie es beispielsweise bei einem ironischen Erzähler der Fall sein könnte), so muss er als unzuverlässig angesehen werden. Er verletzt also nicht nur die Konversationsmaximen, sondern zugleich das Kooperationsprinzip, dessen Einhaltung für Erzähler fiktionaler Geschichten deshalb genauso bindend ist wie etwa für faktuales Erzählen in Alltagskontexten, weil auch hier die ›Erzählbarkeit‹ (»tellability«) einer Geschichte erst nachgewiesen werden muss. Die Missachtung des Kooperationsprinzips unterminiert dagegen den Sinn und Zweck des Erzählens überhaupt, indem sie eine kohärente, ›erzählbare‹ Geschichte verhindert und auf Leserseite nichts als ein ratloses »Na und?« provoziert.

## Typen
Martínez und Scheffel unterscheiden drei Typen des unzuverlässigen Erzählers:

### Theoretisch unzuverlässiges Erzählen
Während die mimetischen, das heißt deskriptiven, Aussagen des Erzählers, die beschreiben, was in der fiktiven Welt der Fall ist, als wahr gelten dürfen, sind seine theoretischen Äußerungen, seine Bewertungen, Geschmacksurteile, ethischen Kommentare etc. als unzuverlässig zu verstehen. So wird in Thomas Manns Doktor Faustus die Geschichte des dämonischen Komponisten Adrian Leverkühn von dem humanistisch eingestellten Ich-Erzähler Dr. phil. Serenus Zeitblom vermittelt. Die philosophische und moralische Dimension seiner Schilderung entzieht sich ihm selbst ganz offensichtlich. Seinen Aussagen über den Hergang der Geschichte können wir also glauben, nicht aber seiner Einschätzung und Bewertung.

### Mimetisch teilweise unzuverlässiges Erzählen
Hier können sowohl die mimetischen als auch die theoretischen Aussagen falsch bzw. irreführend sein. Ein Beispiel ist der Roman Zwischen neun und neun von Leo Perutz. Er erzählt von einem Wiener Studenten, der bei der Flucht vor der Polizei um neun Uhr morgens von einem Hausdach springt und sich so rettet. Er irrt durch Wien, übersteht einige kritische Verfolgungssituationen und wird gegen neun Uhr abends dann von der Polizei gestellt. Hier versucht er wieder sich durch einen Sprung vom Dach zu retten, überlebt diesen Sprung jedoch nicht. Als die Polizisten ihn dann finden, ist es immer noch neun Uhr morgens, und es stellt sich heraus, dass die ganze Geschichte zwischen dem ersten und dem zweiten Sprung der Phantasie des sterbenden Studenten entsprungen war. Die erzählte Zeit beträgt also nicht zwölf Stunden, sondern nur wenige Minuten.
Der Leser akzeptiert diese rückwirkende Umdeutung, weil sich sonst ein unauflöslicher Widerspruch zwischen dem Hauptteil und dem Ende des Romans ergäbe.

### Mimetisch unentscheidbares Erzählen
Im Gegensatz zu den anderen beiden Beispielen gibt es beim mimetisch unentscheidbaren Erzählen keine stabile und eindeutig bestimmbare erzählte Welt hinter der Rede des Erzählers. Somit lässt sich auch nicht in Bezug auf diese Welt entscheiden, welche Aussagen des Erzählers als unzuverlässig abzuheben sind. Besonders die Texte der Moderne und Postmoderne lösen diesen festen Bezugspunkt auf, sodass der Eindruck der Unzuverlässigkeit nicht nur teilweise und vorübergehend entsteht, sondern für den ganzen Text gelten kann. Es stellt sich eine grundsätzliche Unentscheidbarkeit darüber ein, was in der erzählten Welt tatsächlich der Fall ist.
Als klassisches Beispiel für diese Art des Erzählens gelten die nouveaux romans von Alain Robbe-Grillet. Während aber bei Robbe-Grillet Szenen aneinandergereiht und nicht durch ein wahrnehmendes Bewusstsein kommentiert oder gefiltert werden (externe Fokalisierung), kann genauso eine extreme, interne Fokalisierung zum mimetisch unentscheidbaren Erzählen gehören. Ein Beispiel hierfür ist der Roman Wie es ist von Samuel Beckett. Er besteht aus bruchstückhaften Sätzen und Satzteilen, die sich nicht einmal mehr zu einem Bewusstseinsstrom zusammensetzen lassen. Er wird nicht durch die Logik einer Handlung, sondern durch Wiederholungen bestimmter Namen, Ereignisse und Themen strukturiert, eine stabile und eindeutige erzählte Welt lässt sich nicht rekonstruieren.

## Beispiele
Zu den folgenden Beispielen wird in den jeweiligen Artikeln der Einsatz des unzuverlässigen Erzählens genauer ausgeführt.

### Film
- Die üblichen Verdächtigen[26]
- Fight Club[27]
- Mulholland Drive – Straße der Finsternis[28]
- Rashomon – Das Lustwäldchen[29]
- The Sixth Sense[26]
- Wild Things

### Spiele
- Final Fantasy VII[30]